# Società Sportiva Maceratese 1951-1952
Questa voce raccoglie le informazioni riguardanti la Società Sportiva Maceratese nelle competizioni ufficiali della stagione 1951-1952.

## Rosa
| N. |                   | Ruolo | Calciatore      |
| -- | ----------------- | ----- | --------------- |
|    | Italia (bandiera) | D     | A. Andreozzi    |
|    | Italia (bandiera) | C     | E. Bacaloni     |
|    | Italia (bandiera) | A     | A. Bentivoglio  |
|    | Italia (bandiera) | P     | L. Bentivoglio  |
|    | Italia (bandiera) | A     | T. Bonvecchi    |
|    | Italia (bandiera) | C     | F. Braccialarge |
|    | Italia (bandiera) | A     | S. Costa        |
|    | Italia (bandiera) | A     | E. Lasagna      |

| N. |                   | Ruolo | Calciatore   |
| -- | ----------------- | ----- | ------------ |
|    | Italia (bandiera) | D     | L. Luzi      |
|    | Italia (bandiera) | P     | V. Manenti   |
|    | Italia (bandiera) | A     | F. Patri     |
|    | Italia (bandiera) | A     | A. Santucci  |
|    | Italia (bandiera) | C     | N. Scarpetta |
|    | Italia (bandiera) | A     | A. Tambroni  |
|    | Italia (bandiera) | C     | G. Zaniboni  |